# Чопак
Чопак (мађ. Csopak) насеље је у западној Мађарској. Чопак је насељено место у оквиру жупаније Веспрем. Место се налази непосредно на обали језера Балатон где је и плажа за купање.

## Локација
Место Чолак лежи на северној обали источног басена Балатона, на ушћу живописне долине Ностори која повезује Веспрем са Балатоном, између Балатонфиреда (тачније, Балатонараца који су му повезани) и Палознака.
До њега се може доћи возом на железничкој линији Секешфехервар–Таполца која пролази дуж северне обале језера, где има стајалиште.
Друмским путем, до њега се може доћи из Будимпеште тако што се скреће са аутопута М7 на раскрсници Балатонвилагош и силази на магистрални пут 71, или опет се са главног пута 8 код Веспрема и скреће на главни пут 73. Кроз насеље пролази и „римски пут“ језера Балатон, који на овој деоници носи број 7221.

## Историја
Подручје Чопака је било насељено још од праисторије, а о томе сведоче археолошки налази из бакарног доба. Рушевине подрума и зграда вила из римског доба откривене су на брду Ковчег, али је неколико римских вила можда стајало и у долини Ностори. Римски пут који пролази кроз село такође датира из овог доба. Приликом доласка Мађара на подручју данашње општине основана су три села: Чопак се налазио у садашњем центру, Ностре се налазио северно од њега, у долини Ностор, а Кевешд се налазио изнад садашње железничке пруге. Ово последње је било независно село под именом Балатонкевешд до 1940. године. [Не мешати са насељем Кевешд код Асофе, које је уништено током турске окупације.]
Име „Чопак“ се први пут појављује 1277. године (у облику Чопок) у повељи Веспрема. О значењу имена мишљења су подељена; Према неким претпоставкама, потиче од имена витеза принца Арпада по имену Шопок, који је овај крај добио на поклон након освајања. Према другој претпоставци, реч је бугарско-турског порекла и означавала је врсту рибе. Опет други сматрају да је словенског порекла. Име Кевешд се појављује као Cuesth у документу из 1121. године, у којем се помиње донација винограда.

## Становништво
Током пописа из 2011. године, 88% становника се изјаснило као Мађари, 5,1% као Немци, а 0,2% као Румуни (10,8% се није изјаснило; због двојног идентитета, укупан број може бити већи од 100%). Верска дистрибуција је била следећа: римокатолици 43,3%, калвинисти 15,9%, лутерани 1,4%, гркокатолици 0,8%, неденоминациони 12% (25,8% се није изјаснило).
У 2022. години 85,8% становништва се изјаснило као Мађари, 3,5% као Немци, 0,4% као Роми, 0,2% као Хрвати, 0,1-0,1% као Бугари, Украјинци и Словаци и 4,5% као друге, недомаћинске националности (13,4% се није изјаснило као мождани идентитет; због ду10 %) више. Према њиховој религији, 32,6% су били римокатолици, 14,4% калвинисти, 1,4% лутерани, 0,5% гркокатолици, 0,1% православци, 0,4% остали хришћани, 0,5% остали католици, 10% неконфесионални (39,8% није одговорило).